# Alfred Tritscheler
Alfred Tritscheler (* 31. Mai 1870 in Karlsruhe; † 14. Februar 1935 in Rastatt) war ein deutscher Jurist und Landrat im Landkreis Rastatt (1924–1935).

## Leben
Tritscheler wurde 1870 als Sohn eines Oberreallehrers in Karlsruhe geboren und besuchte das dortige Gymnasium, bevor er in Heidelberg und Berlin Rechtswissenschaften studierte. Während seines Studiums wurde er 1888 Mitglied der schwarzen Verbindung und späteren Burschenschaft Vineta Heidelberg. 1889–1990 war er Einjährig-Freiwilliger im 2. Badischen Grenadier-Regiment „Kaiser Wilhelm I.“ Nr. 110. Nach seinen Examina 1893 und 1896 arbeitete er ab 1900 als Sekretär und Amtsmann bei der Direktion des Wasser- und Straßenbaues in Karlsruhe. 1903–1906 war er Amtmann beim Bezirksamt Pforzheim, dann bis 1913 Oberamtmann und Bezirksvorstand in Schönau und ab 1914 Amtsvorstand in Sinsheim. Am Ersten Weltkrieg nahm er von 1914 bis 1918 als Kriegsfreiwilliger teil, zuerst als Oberleutnant und Kompanieführer der Landwehr, zuletzt als Hauptmann der Reserve. Später wurde er zum Geheimen Regierungsrat ernannt. 1924 wurde er Landrat im Landkreis Rastatt und blieb dies bis zu seinem Ruhestand im Jahr 1935. Seit 1924 war er Präsident der Mittelbadischen Pferdezuchtgenossenschaft. 1933 wurde er Mitglied der NSDAP.

## Ehrungen
- Militär-Karl-Friedrich-Verdienstorden – Ritterkreuz I. Klasse
- Orden vom Zähringer Löwen